# Richard North Patterson
Richard North Patterson (Berkeley (Californië), 22 februari 1947) is een Amerikaans romanschrijver.

## Biografie
Toen hij nog een kind was verhuisden zijn ouders naar Bay Village een voorstadje van Cleveland (Ohio), en behaalde in 1964 op Bay High School zijn diploma. Daarna ging hij naar Ohio Wesleyan University, waar hij in 1968 afstudeerde.  In 1971 voltooide hij zijn rechtenstudie aan de Case Western Reserve Law School en werd hij assistent advocaat voor de staat Ohio en was sindsdien partner bij diverse belangrijke advocatenkantoren. Hij was ook gelieerd aan de U.S. Securities and Exchange Commission bij de speciale aanklager van het Watergateschandaal.
Patterson begon pas met schrijven toen hij 29 was en niet meer studeerde. Zijn eerste boek, The Lasko Tangent, schreef als onderdeel van een schrijfcursus aan de  University of Alabama at Birmingham. Toen hij het voltooid had vond hij een uitgever en de roman won de Edgar Allan Poe Award in de categorie  "Best First Mystery Novel (American)" in 1980. Hij publiceerde nog drie romans voordat hij zich terugtrok uit de advocatuur en vanaf 1993 legde hij zich volledig toe op het schrijven. Sindsdien heeft hij tot op heden nog elf romans meer geschreven, waarvan acht internationale bestsellers zijn geworden, inclusief No Safe Place, Eyes of a Child, en Dark Lady.  Hij heeft ook de Grand prix de littérature policière gewonnen.

## Privé
Patterson heeft vijf kinderen, daarvan is zijn geadopteerde dochter  Katherine in 2007 summa cum laude afgestudeerd aan de Vanderbilt University  met een B.A. in de neurowetenschap.
Het gezin woont afwisselend in San Francisco Bay Area en Martha's Vineyard. 

## Boeken
- The Lasko Tangent (1979) (Edgar Award, 1980, Best First Novel) (Ned.: De zaak Lasko)
- The Outside Man (1981)
- Escape The Night (1983)
- Private Screening (1985)
- Degree of Guilt (1992) (Ned.: De schuldvraag)
- The Final Judgment (1995) (ook gepubliceerd als Caroline Masters)
- Eyes of a Child (1995)
- Silent Witness (1997) (Ned.: Zwijgende getuige)
- No Safe Place (1998)
- Dark Lady (1999)
- Protect and Defend (2000)
- Balance of Power (2003)
- Conviction (2005)
- Exile (2007)
- The Race (2007)
- Verbannen (2008)
- De Schuldvraag (2008)
- Eclipse (2009)
- The Spire (2009)
- In the name of Honor (mei, 2010)
- The Devil's Light (2011)
- Private Screening (2011) (Ned.: De verdediging)
- Fall from Grace (2012)
- Loss of Innocence (2013)
- Eden in Winter (2014)